# Moradkandi
Moradkandi (perski: مرادكندي) – wieś w Iranie, w ostanie Azerbejdżan Zachodni. W 2006 roku miejscowość liczyła 80 mieszkańców w 22 rodzinach.